# Лавослав Каделбург
Лавослав Каделбург (Винковци, 26. август 1910 — Београд, 12. децембар 1994) био је судија Врховног суда и председник Савеза јеврејских општина Југославије од 1965. до 1991. године.

## Биографија

### Од 1910. до 1941. године
Лавослав Каделбург је рођен 26. августа 1910. године, у јеврејској породици, као други син Тобијаса и Јолан, рођ. Ернст. Основну школу и гимназију завршио је у Винковцима. Током школовања укључио се у активности Јеврејског омладинског удружења Херут, за чијег је председника изабран 1925. године. На тој функцији остао је до матуре, 1929. године. За члана Радног одбора Савеза јеврејских омладинских удружења изабран је 1928/29.
Правни факултет уписао је 1929. године, у Загребу. Од 1932. до 1934. године био је председник Јеврејског академског потпорног друштва и Мензе, у којој се полемисало о различитим питањима која се вежу за  јеврејство, ционизам и савремено друштво. Током 1931. и 1932. године био је члан Управног одбора Јеврејског академског удружења Јудеја. За члана Радног одбора Савеза јеврејских омладинских удружења поново је изабран у Загребу 1930. и 1931. године. Дипломирао је са докторатом 13. марта 1935. године и међувремену је у одслужио војни рок у Билећи и одслушао четири семестра на Филозофском факултету у Загребу.
Након завршетка факултета, запослио се као адвокатски приправник у Вршцу. Ту се оженио Магдом Балог, гимназијском професорком, коју је упознао за време студија у Загребу и сестром свог колеге и пријатеља др Николе Миње Балога. 
Био је члан месне ционистичке организације, а од 1936. до 1939. године њен председник.

### Заробљеништво
Почетком рата, односно 11. априла 1941. године, заробљен је приликом повлачења са италијанске границе, где је са прекидима био на војној вежби од 1939. године. Као југословенски резервни официр, прослеђен је прво у логор Варбург, а затим у Оснабрик. У јесен 1941. године укључио се у рад Удружења правника као једне од легалних организација насталих на основу права дефинисаних у Женевској конвенцији. Активан у том удружењу остао је до 1943. када је удружење забрањено. Старешина сваке заробљеничке бараке био је официр, најстарији по чину. По правилима логорских власти требало је да он одређује повереника који по Женевској конвенцији штити интересе заробљеника. Изборивши се за право да, уместо наметнутог, имају свог изабраног повереника, барака број 38 је изабрала Лација за ту функцију. Обављао ју је од 1942. до ослобођења, 1945. године. Био је то израз поверења које је уживао код другова, као и потврда његовог држања и начина на који је заступао њихове интересе.
Од 1943. године до ослобођења, био је члан Акционог комитета заробљеника и Антифашистичког већа југословенских ратних заробљеника. Из заробљеништва је ослобођен 5. фебруара 1945. године.

### Породица
У кући Каделбургових одрасло је четворо деце. Лавослав је имао два брата, Александра-Шандора и Стјепана-Пишту, и сестру Ливију. 
Током рата његова сестра изгубила је живот у логору Јасеновац, а родитељи у Старој Градишки. Супруга Магда страдала је у логору на Сајмишту, у пролеће 1942. године. Старији брат Шандор, заробљен као војник, био је у једном од сталага у Немачкој, а млађи Пишта у логору на Рабу под италијанском окупацијом. После септембра 1943. године и капитулације Италије пребацио се на ослобођену територију. Браћа су му тада остала у животу.
После рата вратио се у Вршац, где се крајем 1945. године, оженио Софијом-Соњом Матејић са којом је добио кћерку Смиљану (1947) и сина Зорана (1950). 

### Професионална ангажованост
По повратку из заробљеништва напустио је позив адвоката. После краћег рада на месту секретара Среског народног одбора у Вршцу, изабран је за судију Окружног суда у Панчеву, а годину дана касније постављен је за помоћника јавног тужиоца Аутономне покрајине Војводине. Непуних годину дана касније, постао је помоћник јавног тужиоца Народне Републике Србије. Три године провео је на месту помоћника министра у Министарству за увоз и извоз НР Србије. За судију Врховног суда Народне Републике Србије изабран је 1951. године. Од 1957. године био је помоћник секретара за општу управу Савезног извршног већа. После оснивања Завода за јавну управу 1959. године постављен је за директора завода. Професионални радни век завршио је на месту помоћника директора Савезног завода за социјално осигурање, од половина 1964. до половине 1966. године, када је на свој захтев пензионисан. Од 1950. године и више година после пензионисања учествовао је у раду Савезне државне арбитраже као арбитар југословенске стране у споровима са иностраним партнерима.
Паралелно са редовним запослењем, био је члан:
- Управе градског удружења правника (1949–1960),
- Законодавно-правне комисије Скупштине Србије (1962–1969),
- Савета Савезног завода за јавну управу (1961–1965),
- Савезног вишег дисциплинског суда (1963–1965),
- Савета Савезног завода за статистику (1963–1965) и
- Управног одбора Југословенског удружења за управне науке и праксу (1961–1965).

Био је поротник Врховног привредног суда (1969) и потпредседник Савезне комисије за стипендије техничке помоћи (1961–1965).

### Активности у јеврејској заједници
По повратку у земљу 1945. године, активно се укључио у рад јеврејске заједнице. Изабран је за члана Аутономног одбора за помоћ, који је био задужен за пружање помоћи повратницима из емиграције и заробљеништва. Покренуо је иницијативу за отварање старачких, студентских домова и домова за децу без родитељског старања. Изабран је и за председника Аутономног одбора, на ком месту је остао до укидања тог тела 1952. године.
Маја 1946. године изабран је за члана Извршног одбора Савеза јеврејских општина Југославије. За мандата Алберта Вајса на месту председника СЈОЈ, вршио је функцију потпредседника. Већ на првој седници Аутономног одбора инсистирао је на успостављању веза са светским јеврејским организацијама. Са Албертом Вајсом учествовао је у раду II пленума Светског јеврејског конгреса, у јуну 1948. године, у Монтреу. На Конференцији за културна и васпитна питања у Паризу, у новембру 1950. године, срео се са представницима Jоинта (енгл. JOINT), а затим је у Лондону остварио контакте са учесницима састанка Светског јеврејског конгреса. Када је Алберт Вајс преминуо 1964. године, постао је вршилац дужности, а за председника СЈОЈ изабран је, званично, 20. априла 1965. године.
У периоду Хладног рата и немогућности контаката између јеврејских организација са Истока и Запада, СЈОЈ је под руководством Лавослава Каделбурга одиграо кључну улогу у успостављању тих контаката организовањем више скупова у Београду којима су присуствовали представници ових организација. Такође, посетио је више пута источноевропске земље и директно допринео развоју јеврејских организација у њима.
У време прекида дипломатских односа Југославије са Израелом због Шестодневног рата, одбијао је да као председник СЈОЈ изда саопштење у коме се осуђује званична политика Израела, и поред политичких притисака да то учини. Присуствовао је преговорима Јосипа Броза Тита и др Нахума Голдмана у Бугојну, у октобру 1975.
Лавослав Каделбург биран је у водећа тела светских јеврејских организација. Био је члан:
- Светске и Европске егзекутиве Светског јеврејског конгреса (1964–1969),
- потпредседник Светског јеврејског конгреса,
- члан и потпредседник Управе европског савета за јеврејске општинске службе,
- члан статутарне комисије Светског јеврејског конгреса (1970),
- члан Директоријума Меморијалне фондације за јеврејску културу (1973),
- члан комисије за расподелу средстава Меморијалне фондације (1974/75),
- члан Патронажног одбора Европске уније студената (1987) и
- члан почасног Међународног одбора за обележавање 45-годишњице устанка у Варшавском гету (1987).

Једна од важних тековина његовог мандата на месту председника СЈОЈ било је стављање у први план делатности Јеврејског историјског музеја. Био је активан и као члан Музејске комисије. 
Посебну пажњу посвећивао је раду са омладином и предлагао је представнике омладине за чланове Извршног одбора. За свог наследника на месту председника Савеза јеврејских општина припремио је Давида Албахарија. 
Објавио је скоро 250 текстова у часописима са јеврејском тематиком, посебно у Јеврејском прегледу. Изузетну пажњу посвећивао је писању чланака поводом јубилеја и некролога за истакнуте чланове јеврејске заједнице. Био је члан редакција Јеврејског календара, Зборника Јеврејског историјског музеја 2, Јеврејског алманаха, Сефардских пословица из Македоније и каталога изложбе Јевреји на тлу Југославије. Био је и члан жирија Наградног конкурса Савеза јеврејских општина Југославије.  

### Награде и одликовања
За залагање и успехе у раду два пута је проглашен ударником (1946, 1947), одликован је Медаљом за војничке врлине, Орденом рада II реда (1950) и Орденом братства и јединства са сребрним венцем (1963). 
За изузетно залагање у јеврејској заједници, Савез јеврејских општина Југославије му је доделио Мегилу захвалницу, уписао га је у Златну књигу Керен Кајемета, засадио му је гај, а затим и шуму у Бен Шемену (1983). На редовној седници Јоинта (енгл. JOINT), предата му је награда Маасим Товим. Добитник је и почасне награде Јоинта (енгл. JOINT) (1985), поводом 70-годишњице оснивања те организације. Са места председника СЈОЈ повукао се 1991. године и до смрти 1994. године био је почасни председник.